# Leonore Krenzlin
Leonore Krenzlin (* 13. März 1934 in Leipzig) ist eine deutsche Germanistin.

## Leben und Werdegang
Leonore Krenzlin studierte von 1953 bis 1957 Germanistik an der Humboldt-Universität zu Berlin. Danach war sie bis 1959 als Dramaturgie-Assistentin bei der DEFA und von 1960 bis 1964 als wissenschaftliche Assistentin am Germanistischen Institut der Humboldt-Universität tätig. Ab Januar 1965 arbeitete sie als Kulturredakteur bei der Zeitung Neues Deutschland. Wegen ihrer Kritik am 11. Plenum des ZK der SED wurde sie dort im Februar 1966 entlassen und mit einem mehrjährigen Einstellungsverbot belegt.
Von 1970 bis 1990 war sie wissenschaftliche Mitarbeiterin am Zentralinstitut für Literaturgeschichte der Akademie der Wissenschaften der DDR. Sie war Mitarbeiterin und Autorin bei der Geschichte der deutschen Literatur (Band 10: 1917–1945), die von einem Autorenkollektiv unter Leitung von Hans Kaufmann und Dieter Schiller verfasst wurde. Sie forschte und veröffentlichte zur Literatur des Nationalsozialismus und zu den Schriftstellern der „inneren Emigration“ (unter anderem über Friedrich Griese, Willy Sachse und Ernst Wiechert), zum Problem der Remigration nach 1945 sowie zur DDR-Literatur. Bekannt wurde sie in den siebziger Jahren durch ihre literaturkritischen Beiträge in der Wochenzeitung ' 'Sonntag' '.
Ihre Dissertation von 1978 Hermann Kant – Leben und Werk erschien als Buch erstmals 1979. Es liegt in mehreren Auflagen (3. erweiterte Auflage 1988) vor und gilt als Standardwerk der Hermann-Kant-Biografien.
Leonore Krenzlin ist die älteste Tochter des Kunsthistorikers Herbert Zschelletzschky. Sie lebt in Berlin und hat zwei Töchter, Kathleen Krenzlin und Nele Krenzlin. Seit 1979 ist sie mit dem Germanisten Dieter Schiller verheiratet.

## Veröffentlichungen (Auswahl)
- Münz-Koenen, Ingeborg/Therese Hörnigk/Gudrun Klatt/Leonore Krenzlin/Ursula Reinhold (Autorenkollektiv): Literarisches Leben in der DDR 1945–1960. Literaturkonzepte und Leseprogramme.(Literatur und Gesellschaft). Berlin, Akademie-Verlag 1979
- Hermann Kant. Leben und Werk. Berlin, VEB Verlag Volk und Wissen 1980
- Zu den Unterlagen: Publizistik 1957–1980 von Hermann Kant. Auswahl: Leonore Krenzlin, Aufbau Verlag Berlin und Weimar 1981
- Suche nach einer veränderten Lebenshaltung. Ernst Wiecherts «Das einfache Leben». In: Erfahrung Nazideutschland Romane in Deutschland 1933–1945. Hg. v. Sigrid Bock u. Mund Manfred Hahn, Aufbau-Verlag Berlin und Weimar 1987, S. 384–411
- «Das Formalismus-Plenum». Die Einführung eines kunstpolitischen Argumentationsmodells in: J. Cerny (Hrsg.): Brüche, Krisen, Wendepunkte. Neubefragungen von DDR-Geschichte, Leipzig 1990, S. 50ff.
- Vom Jugendkommunique zur Dichterschelte. In: Kahlschlag. Das 11. Plenum des ZK der SED 1965. Studien und Dokumente. Hg. v. Günter Agde. Berlin 1991, S. 148–158
- Große Kontroverse oder kleiner Dialog? Gesprächsversuche und Kontaktbruchstellen zwischen äußeren und inneren literarischen Emigranten. In: Galerie. Revue culturelle et pedagogique, Luxembourg, 15 (1997) 1, S. 725
- Soziale Umschulung und neuer Lebensstil: Der „Bitterfelder Weg“ und ein Blick auf Brigitte Reimann, in: Als habe ich zwei Leben (1998), S. 121–132
- Hinter den Offenen Briefen. Initialzündung und Motivationsgeflecht des Streits zwischen innerer und äußerer Emigration. In: Literatur im politischen Spannungsfeld der Nachkriegszeit. Protokoll der internationalen Konferenz anläßlich des 50. Jubiläums des 1. Deutschen Schriftstellerkongresses 1947. Hrsg. v. Ursula Heugenkamp und Ursula Reinhold, Berlin 1998, S. 169–186
- Erziehung hinter Stacheldraht. Wert und Dilemma von Ernst Wiecherts konservativer Opposition. In: Das Dritte Weimar. Klassik und Kultur im Nationalsozialismus. Hrsg.v. Lothar Ehrlich, Jürgen John und Justus H. Ulbricht, Böhlau Verlag Köln Weimar Wien 1999, S. 149–161.
- Autobiographie als Standortbestimmung. Ernst Wiecherts „Wälder und Menschen“ im Kontext der Entstehungszeit, in: Zuspruch und Tröstung – Über Ernst Wiechert, Hg. Hans-Martin Pleßke/Klaus Weigelt, Frankfurt/Main 1999, (Schriften der Internationalen Ernst-Wiechert-Gesellschaft; Bd. 2) ISBN 3-89501-784-1
- Roter Matrose und Widerstandskämpfer. Der unbekannte Schriftsteller Willy Sachse. In: Utopie kreativ. Diskussionspzialistischer Alternativen. Heft 102, April 1999, S. 47–55
- Der mecklenburgische Schriftsteller Friedrich Griese: Blut und Boden-Ideologe, Heimatdichter oder sozialkritischer Erzähler?, in: Annäherung an Friedrich Griese – Leben und Werk (2000), S. 11–24, ISBN 978-3-910170-45-2
- Gerhard Scholz und sein Kreis: Bemerkungen zu einem unkonventionellen Entwurf von wirkender Literatur und Literaturwissenschaft. In: Weimarer Klassik in der Ära Ulbricht, Köln [u. a.] 2000, S. 195–217
- Phantastische Umwege in den historischen Raum, in: Jahrbuch der Anna Seghers-Gesellschaft 9/2000
- Mitarbeit an: Die Welt umwälzen, denn darauf läufts hinaus: Der Briefwechsel zwischen Bettina von Arnim und Friedrich Wilhelm IV. Hrsg. v. Ursula Püschel, Bielefeld Aisthesis, 2001
- Der „Ostkrieg“ in der DDR-Belletristik. In: Wir sind die Herren dieses Landes: Ursachen, Verlauf und Folgen des deutschen Überfalls auf die Sowjetunion, Babette Quinkert (Hrsg.) – Hamburg 2002
- Zwischen allen Stühlen – Ernst Wiechert in der politischen Öffentlichkeit 1933 bis 1947, in: Von bleibenden Dingen – Über Ernst Wiechert, Hg. Bärbel Beutner/Hans-Martin Pleßke, Frankfurt/Main 2002 (Schriften der Internationalen Ernst-Wiechert-Gesellschaft; Band 3), ISBN 3-8301-0402-2
- Heimkehrer des Ersten Weltkriegs: Ein Motivvergleich von Friedrich Grieses „Feuer“ mit zwei früheren Romanen Ernst Wiecherts, in: Das Frühwerk Friedrich Grieses (2002), S. 66–80
- (zusammen mit Dieter Schiller:) Briefe aus dem Exil nach Moskau. Der Briefwechsel zwischen Anna Seghers und den Redakteuren der Moskauer Zeitschriften „Das Wort“ und „Internationale Literatur“ zwischen 1933 und 1945. In: Argonautenschiff. Jahrbuch der Anna-Seghers-Gesellschaft, Nr. 11, Berlin 2002, S. 261–303
- Eine Lokalsage und die ideologischen Fallstricke eines Romans: Zu Friedrich Grieses „Die Weißköpfe“ (1939). In: Monika Schürmann/Reinhard Rösler (Hrsg.), Literatur und Literaturpolitik im Dritten Reich. Der Doberaner Dichtertag 1936–1943, Rostock 2003, S. 211–234
- Polemisches Schlagwort und nationalsozialistischer Kampfbegriff: Die Formel „Blut und Boden“ in der Literatur. In: Sieben Jahrzehnte Erfahrung: 30. Januar 1993. Hrsg. v. Thüringer Forum für Bildung und Wissenschaft e. V., Jena 2003, S. 119–136
- Espacepublic et exclusion. Deux polémiques littéraires dans l'Allemagne de l'après-guerre. in: Valerie Robert (Hrsg.): Intellectuels et polemiques dans l'espace germanophone. Paris 2003, S. 175–186
- Nach dem Scheiterhaufen. Reaktionen von Schriftstellern im Deutschen Reich In: Brennende Bücher. Erinnerungen an den 10. Mai 1933. Hrsg. v. Margrit Bircken u. Helmut Peitsch, Potsdam 2003, S. 84–94
- Faust im Produktionseinsatz? DDR-Variationen im Umgang mit der Klassik. In: Goethe in der DDR. Konzepte, Streitpunkte und neue Sichtweisen. Reihe: Hefte zur DDR-Geschichte Nr. 79, hrsg. v. Herbert Meyer, Helmut Meier, Detlef Nakath, Peter Welker. Berlin 2003, S. 47–55
- Die Sache mit dem Boden und dem Blut. Das Dilemma des Erzählers Friedrich Griese. In: Mythisches Mecklenburg. Frühe Texte Friedrich Grieses. Beiträge zum 3. Lehstener Literaturtag. Hrsg. v. Verein zur Förderung von Kultur, Kunst und Bildung auf dem Lande. Federchen Verlag, Neubrandenburg 2004, S. 63–83
- Geschichte des Scheiterns – Geschichte des Lernens? Überlegungen zur Lage vor und nach der „Großen Kontroverse“ und zur Motivation ihrer Akteure. In: Fremdes Heimatland. Remigration und literarisches Leben nach 1945. Hrsg. v. Irmela von der Lühe und Claus-Dieter Krohn. Wallstein Verlag, Göttingen 2005
- Braun, die Braunkohle und das Ethos der Produktion. Zum gesellschaftlichen Kontext des Schauspiels „Die Kipper“ von Volker Braun. In: Argonautenschiff. Jahrbuch der Anna-Seghers-Gesellschaft, Nr. 15, Berlin 2006, S. 153–162
- Innere Emigration – Unschärfe und Chancen eines literarischen Begriffs, in: Jahrbuch der Hans Fallada-Gesellschaft 5/2006
- Verstrickt in Geschichte: Friedrich Grieses lokalhistorischer Roman „Der Herzog“, in: Mecklenburg und seine Geschichte 2007, S. 26–34.
- Respektverweigerung und Entwurf einer Gegenwelt. Ernst Wiecherts Roman „Der Exote“. In: Ernst Wiechert im Gespräch. Begegnungen und Einblicke in sein Werk. Hrsg.v. Leonore Krenzlin u. Klaus Weigelt, De Gruyter, Berlin 2010, S. 167–183. (Schriften der Internationalen Ernst-Wiechert-Gesellschaft, Bd. 4).
- Thomas Mann und Ernst Wiechert. Eine Beziehung zwischen Animosität und Einsicht. In: Ernst Wiechert im Gespräch. Begegnungen und Einblicke in sein Werk. Hrsg.v. Leonore Krenzlin u. Klaus Weigelt, De Gruyter, Berlin 2010, S. 15–33. (Schriften der Internationalen Ernst-Wiechert-Gesellschaft, Bd. 4).
- Geisterreigen und Masurenschwermut. Ernst Wiecherts unveröffentlichter Romanerstling „Der Buchenhügel“. In: Ernst Wiechert im Gespräch. Begegnungen und Einblicke in sein Werk. Hrsg. v. Leonore Krenzlin u. Klaus Weigelt, De Gruyter, Berlin 2010, S. 131–144. (Schriften der Internationalen Ernst-Wiechert-Gesellschaft, Bd. 4).
- Gegenwart und Utopie. Brechts „Büsching-Fragment“ und „Moritz Tassow“ von Peter Hacks. In: Gute Leute sind überall gut. Hacks und Brecht. Aurora Verlag, Berlin 2010, S. 59–75.
- „Ich hebe keinen Stein auf“. Thomas Manns Erster Brief an Walter von Molo. In: Erste Briefe/First Letters aus dem Exil 1945–1950. Unmögliche Gespräche. Fallbeispiele des literarischen und künstlerischen Exils. Hg. v. Primus Heinz Kucher, Johannes F. Evelein, Helga Schreckenberger, edition text + kritik, München 2011, S. 85–103
- „Man kehrt trotzdem nicht in die Fremde zurück...“. Die Ersten Briefe Johannes R. Bechers. In: Nach dem Krieg. Nach dem Exil? Erste Briefe/First Letters. Fallbeispiele aus dem sozialwissenschaftlichen und philosophischen Exil. Hg. v. Detlef Garz und David Kettler, edition text + kritik, München 2012
- Friedrich Griese – Leben und Schaffen. In: Friedrich Griese und seine Zeit im Lager Fünfeichen. Hrsg. v. der Arbeitsgemeinschaft Fünfeichen, Neubrandenburg 2012
- Lagerfrust und Antifa. Zur Darstellung des Kriegsgefangenenschicksals in der DDR-Literatur. In: Elke Scherstjanoi (Hrsg.): Rußlandheimkehrer. Die sowjetische Kriegsgefangenschaft im Gedächtnis der Deutschen. Oldenbourg Verlag München 1912, S. 97–112
- „Die Sorgen und die Macht. Ein Stück über Realität und Utopie in der frühen DDR. In:“...und nehmt das Gegenteil. Gesellschaftsutopien bei Hacks. Hg. v. Kai Köhler, Aurora Verlag Berlin 2013, S. 97–112
- „Ich war kein politisierender Literat, sondern ein politischer Mensch ...“ – Autorstimme und Firurentod in Hermann Kants Nachwende-Erzählung „Kormoran“. In: Literatur ohne Land? Schreibstrategien einer DDR-Literatur im vereinten Deutschland. Bd. 2, hg. v. Mirjam Meiser und Janine Ludwig, Fördergemeinschaft wissenschaftlicher Publikationen von Frauen e. V., Eschborn 2014, S. 121–135
- Apotheose oder Verdammung? Friedrich Grieses Schauspiel Mensch aus Erde gemacht. In: Menschen, aus Worten gemacht. Beiträge der Lehstener Literaturtage zum Werk Friedrich Grieses. Federchen Verlag Neubrandenburg 2014, S. 34–50
- Franz Villons kleiner Bruder. Der junge Biermann in der DDR (1953–1965). In: Reizland DDR. Deutungen und Selbstdeutungen literarischer Ost-West-Migranten. Hrsg. v. Margrid Bircken und Andreas Degen. V&R unipress Göttingen 2015, S. 149–177
- Engagierte Literatur in der DDR?. In: Schriftsteller und Revolution. Dokumentation der Jubiläumstagung 2013. Hrsg. v. Ian King und Steffen Ille (Schriftenreihe der Tucholsky-Gesellschaft, Bd. 8), Röhrig Universitätsverlag St. Ingbert 2015, S. 169–184
- Emigranten im eigenen Land? Zum Umgang mit dem Ausdruck 'Innere Emigration'. In: Zwischen Innerer Emigration und Exil. Deutschsprachige Schriftsteller 1933–1945, de Gruyter Berlin/Boston 2016, S. 11–27
- (zusammen mit Dieter Schiller:) Rückblick auf ein verlorenes Land. Studien und Skizzen zur Literatur der DDR (= Erkundungen – Entwürfe – Erfahrungen, Bd. 22). Edition Schwarzdruck, Gransee 2019, ISBN 978-3-96611-000-6.
- Heller Kopf und spitze Feder. Literaturkritisches aus der DDR. Zusammengestellt zu ihrem 90. Geburtstag von Dieter Schiller, Gransee 2024.
- Zerwürfnisse – nicht überscharf? Schriftsteller der DDR im Konflikt mit der Obrigkeit. Zwei Vorträge von Leonore Krenzlin sowie Beiträge von Helmut Peitsch und Ronald Weber, Hefte zur DDR-Geschichte Nr. 156, Berlin 2024.